# Protestantisme
Protestantisme, også kaldt den protestantiske kirke, er en af de tre hovedretninger inden for kristendommen. De to andre er den romersk-katolske kirke og den græsk-katolske kirke. Protestantismen opstod med reformationen i 1500-tallet som en reaktion mod den romersk-katolske kirke. Den bygger i hovedsagen på Martin Luthers (1483-1546) tanker.
Protestantismen omfatter primært den evangelisk-lutherske kirke, den reformerte kirke og den anglikanske kirke, men også mere radikale grupper som gendøberne og unitarerne. 
Den danske Folkekirke er protestantisk, mere specifikt evangelisk-luthersk.